# فابین ویدالون
فابین ویدالون (انگلیسی: Fabien Vidalon؛ زادهٔ ۲۶ اوت ۱۹۷۶) بازیکن فوتبال اهل فرانسه است.